# Hell, Fire and Damnation
Hell, Fire and Damnation è il ventiquattresimo album in studio del gruppo musicale heavy metal britannico Saxon, pubblicato il 19 gennaio 2024.

## Tracce
1. The Prophecy - 01:24
2. Hell, Fire and Damnation - 05:32
3. Madame Guillotine - 05:25
4. Fire and Steel - 03:37
5. There's Something in Roswell - 04:10
6. Kubla Khan and the Merchant of Venice - 04:16
7. Pirates of the Airwaves - 03:57
8. 1066 - 04:04
9. Witches of Salem - 05:11
10. Super Charger - 04:48

## Formazione
- Biff Byford - voce
- Brian Tatler - chitarra
- Doug Scarratt - chitarra
- Nibbs Carter - basso
- Nigel Glockler - batteria